# 陳志廣
陳志廣（？年—？年），字于懋，福建福州府闽县籍福清县人。明朝末年政治人物。

## 生平
萬曆四十六年（1618年）戊午科福建乡试舉人，崇祯四年（1631年）辛未科进士。都察院观政，授吴县知县，六年革职。七年起补钟祥县，十一年升户部广西司主事，管浒墅钞关，十三年升四川司员外郎。